# Charleston Park
Cape Coral statisztikai település az USA Florida államában, Lee megyében. Lakosainak száma 235 fő (2020. április 1.).

## Népesség
A település népességének változása:
| Lakosok száma | 411  | 218  | 235  |
|               | 2000 | 2010 | 2020 |